# Рока ди Камбио
Ро̀ка ди Ка̀мбио (на италиански: Rocca di Cambio, на местен диалект Rocche 'i Cagne, Рокъ 'и Канъ) е село и община в Южна Италия, провинция Акуила, регион Абруцо. Разположено е на 1434 m надморска височина. Населението на общината е 538 души (към 2010 г.).